# Mount Ivy
Mount Ivy és una concentració de població designada pel cens dels Estats Units a l'estat de Nova York. Segons el cens del 2000 tenia 6.536 habitants.

## Demografia
Segons el cens del 2000, Mount Ivy tenia 6.536 habitants, 2.693 habitatges, i 1.728 famílies. La densitat de població era de 1.716,7 habitants per km².
Dels 2.693 habitatges en un 31% hi vivien nens de menys de 18 anys, en un 48,2% hi vivien parelles casades, en un 12,5% dones solteres, i en un 35,8% no eren unitats familiars. En el 29,7% dels habitatges hi vivien persones soles el 6,6% de les quals corresponia a persones de 65 anys o més que vivien soles. El nombre mitjà de persones vivint en cada habitatge era de 2,42 i el nombre mitjà de persones que vivien en cada família era de 3,04.
Per edats la població es repartia de la següent manera: un 23,5% tenia menys de 18 anys, un 7% entre 18 i 24, un 34,8% entre 25 i 44, un 26,1% de 45 a 60 i un 8,6% 65 anys o més.
L'edat mediana era de 36 anys. Per cada 100 dones de 18 o més anys hi havia 85,8 homes.
La renda mediana per habitatge era de 51.935 $ i la renda mediana per família de 61.968 $. Els homes tenien una renda mediana de 42.205 $ mentre que les dones 38.071 $. La renda per capita de la població era de 25.685 $. Entorn del 6,9% de les famílies i el 8% de la població estaven per davall del llindar de pobresa.